# Carte de colorat

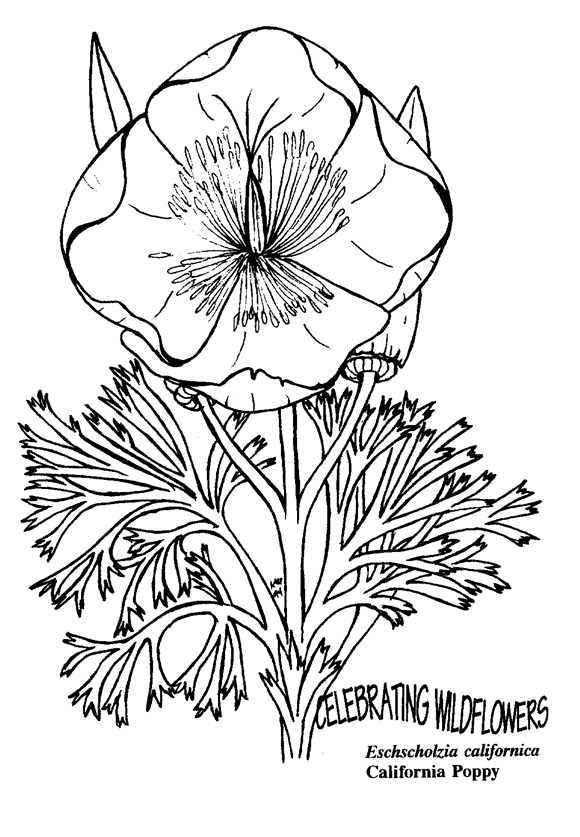
"Eschscholzia californica", cartea de colorat.

Cartea de colorat este o carte sau o pagină cu imagini cu contur care pot fi colorate cu creioane, vopsele sau markeri sau alte mijloace artistice. Toate contururile imaginii în carte sunt deja tipărite, dar întreaga imagine, de obicei, cu excepția culorii negre, este incoloră.

## Istoria
Primele cărți de colorat au apărut în anul 1880, în Statele Unite ale Americii, fiind numite “The Little Folks' Painting Book” și tipărite de compania McLoughlin Brothers. În 1907 autorul Richard F. Outcault și-a publicat cartea ’’Buster’s Paint Book cu benzi desenate pentru colorare, după aceasta cărțile de colorat au început să câștige popularitate.
În anii 1960, a început "Epoca de Aur" a cărților de colorat și ele au devenit un produs foarte popular în magazinele pentru copii. În cărțile de colorat au fost prezentate toate imaginile posibile, de la aspiratoare până la mașini și eroii diverselor benzi desenate. 
Începând cu anii 1980, mai mulți editori au publicat cărți de colorat educaționale pentru adulți, destinate pentru studiul subiectelor nivelului de absolvire, cum ar fi anatomia și fiziologia, unde codificarea culorilor și schemele detaliate sunt folosite ca ajutor pentru studiu. Printre exemple se numără "Cartea de colorat de anatomie" (titlul original «The Anatomy Coloring Book») și seria de cărți ulterioară, de către Wynn Kapit și Lawrence Elson, de la editura HarperCollins (anii 1990) și Benjamin Cummings (anii 2000).

## Proprietăți utile
Mișcările monotone cu creionul sau peria relaxează. Posibilitatea de a alege independent culoarea și de a prezenta rezultatul în culori variate – dezvoltă creativitatea. Procesul de creare a imaginilor color este foarte simplu, prin urmare, acum colorarea este populară nu numai în rândul copiilor, ci și pentru adulți.
Colorarea ajută copiii să învețe culorile, formele și să afle mai multe despre lumea înconjurătoare.

## Cărțile de colorat pentru adulți
Aproximativ din anul 2015 cărțile de colorat pentru adulți au început să câștige popularitate, de exemplu, în luna aprilie a acestui an, două cărți de colorat au ocupat poziții de top printre vânzările de pe Amazon.
Cărțile de colorat pentru adulți sunt disponibile imprimate: albume, cărți, notebook-uri și agende. Dar, de asemenea, sunt disponibile și în format digital. Astfel de cărți de colorat pot fi nu doar descărcate și imprimate, dar, de asemenea, pot fi pictate direct într-un mediu electronic, prin utilizarea diferitelor instrumente grafice, concepute cu acest scop. Într-o scrisoare către Washington Post, Dominic Bulsuto a sugerat că tendința răspândirii colorării printre adulți în formă digitală facilitează răspândirea genului, menționând că natura relativ anonimă a procesului permite oamenilor să se simtă mai încrezători și să nu să se simtă jenați, cum ar fi atunci când cumpără în viața reală.